# Марроу, Эдвард
Эдвард Р. «Эд» Марроу (англ. Edward R. "Ed" Murrow) (25 апреля 1908 — 27 апреля 1965) — американский теле- и радио журналист. 

Впервые получил известность своими радиорепортажами из Лондона во время Битвы за Британию, собиравшими огромные аудитории в США и Канаде. Некоторые историки считают Марроу одной из крупнейших фигур в истории журналистики. Репортажи Марроу всегда отличали искренность и честность. Одним из первых начал вести новостные репортажи на телевидении. В 1954 передачи Марроу привели к общественному осуждению и последующему закату карьеры сенатора-республиканца Дж. Маккарти.

## Биография
Родился в Северной Каролине. Из семьи квакеров. После окончания средней школы в 1926 году поступил в колледж штата Вашингтон (сейчас Университет штата Вашингтон) в Пуллмене и в конце концов получил диплом языковеда. Получив степень бакалавра в 1930 году, переехал обратно на восток в Нью-Йорк.
Был заместителем директора Института международного образования с 1932 по 1935 и выполнял полномочия заместителя секретаря Экстренного комитета по помощи иностранным ученым-беженцам, в котором помог выдающимся немецким ученым, потерявшим работу или вынужденным бежать от нацистского режима.
Присоединился к CBS как директор по переговорам и образованию в 1935 году и оставался в структуре канала на протяжении всей своей карьеры. За исключением диктора Боба Траута, на канале тогда вообще не было кадров из отдела новостей. Марроу отправился в Лондон в 1937 году как директор европейского отдела CBS. Нанял Уильяма Ширера на аналогичную должность относительно континентальных стран Европы. Собранные им журналисты впоследствии прославились как «Парни Марроу».
В 1958 году выступил перед членами Ассоциации теле- и радиожурналистов (Radio and Television News Directors Association) с обвинениями в адрес современной отрасли СМИ в том, что она ставит прибыль выше общественных интересов, потворствуя «упадку, эскапизму, обособлению от реальности мира, в котором мы живем». Считается, что это его мнение ускорило процесс ухода Марроу с CBS News.
В 2005 году Джордж Клуни снял исторический фильм «Доброй ночи и удачи» о противостоянии Маккарти и Марроу, обвинившего сенатора в демагогии и нарушении демократических прав американцев.  Когда Клуни спросили, почему он не сыграл журналиста сам, он ответил: «По возрасту я подхожу. Но по мере того, как я смотрел его передачи, я понял, что он выглядел так, как будто держал весь мир на своих плечах. Если говорить откровенно, это не то впечатление, которое возникает у людей, когда они смотрят на меня».

## Известные высказывания
- О телевидении:

Оно может учить и просвещать, и даже вдохновлять, но только до тех пор, пока люди будут использовать его соответствующим образом. В противном случае — это не более чем ящик с проводами и лампочками. 

— Речь на съезде RTNDA, 15 октября 1958

- О страхе:

Никто не может запугать весь народ, только если сам народ не будет в этом помогать 

— Из выступления на собрании сотрудников, 9 марта 1954

- О защите гражданских свобод:

Мы утверждаем и подтверждаем делом, что мы защищаем свободу, где бы она ни была. Но мы не можем защищать свободу за границей, если не способны защитить её дома.

- «Доброй ночи и удачи (англ. Good night, and good luck)» — этими словами Марроу традиционно завершал свои передачи.